# Mount Pearl Soccer Club
De Mount Pearl Soccer Club is een Canadese voetbalclub uit Mount Pearl, een stad in de Metropoolregio St. John's, Newfoundland en Labrador. De club telt zo'n 1500 leden en 125 vrijwilligers. De clubkleuren zijn geel en zwart.

## Geschiedenis
Het eerste georganiseerde voetbal in de stad Mount Pearl kwam er onder toezicht van de lokale Kinsmen Club. In 1973 richtten Charlie Chaytor en Ed Moyst met behulp van de Kinsmen Club officieel de Mount Pearl Soccer Association op.
Zowel de eerste ploeg van de mannen- als vrouwenafdeling namen jarenlang deel aan het provinciale kampioenschap van de voetbalbond van Newfoundland en Labrador, respectievelijk de Challenge Cup (tot en met 2018) en de Jubilee Trophy (tot en met 2019). Vooral de vrouwenafdeling speelde jarenlang op topniveau binnen de provincie.
Vanaf 2020 speelden enkel de jeugdteams nog in provinciale reeksen en kwamen de volwassenenploegen uit in de meer lokale St. John's Intermediate League. Vanaf het seizoen 2023 doet de mannenploeg echter opnieuw mee in de Challenge Cup.

## Neventeams
De naam Mount Pearl SC wordt gedragen door het eerste elftal van de Mount Pearl Soccer Association. Bij de heren zijn er echter nog twee andere teams die onder de vleugels van de MPSA vallen. Dit zijn 1949 FC en 1949 Cultures FC, die beide uitkomen in de St. John's Intermediate League. Beide teams richten zich uitdrukkelijk op de immigrantengemeenschap van Mount Pearl en omgeving, daar er een beperking is van maximaal drie buitenlandse spelers per team in de Challenge Cup.
1949 FC was in 2024 verliezend finalist van de eerste editie van de Newfoundland and Labrador Cup, het provinciale bekertoernooi.
De club komt in het seizoen 2025 van de Challenge Cup voor het eerst uit met een team genaamd Mount Pearl 1949 United.

## Erelijst
Jubilee Trophy (vrouwenafdeling)
winnaar (7): 1991, 1995, 1996, 1997, 2002, 2004, 2007
Challenge Cup (mannenafdeling)
winnaar (1): 2003